# تروریسم در فرانسه

نقشه حوادث تروریستی فرانسه در سال‌های ۱۹۷۰–۲۰۱۵. پاریس، کورسیکا و جنوب غربی فرانسه مکان‌های اصلی وقایع هستند. در مجموع ۲۶۱۶ حادثه در حال طراحی بودند.

مرگ و میر تروریسم در فرانسه در پایگاه اطلاعات تروریسم ثبت شده‌است. سنبله در سال ۲۰۱۵ بیش از ۶ برابر بیشتر از سال قبل از سال ۱۹۷۰.

تروریسم در فرانسه (انگلیسی: Terrorism in France) به حملات تروریستی مختلف گفته می‌شود که کشور و مردم آن را هدف قرار داده است. این یک وضعیت بحرانی است، زیرا حملات متعدد در طول قرن بیست و یکم، کشور را هدف قرار داده است. تروریسم در این مورد بسیار به تاریخ، امور بین‌الملل و رویکرد سیاسی مربوط است؛ بنابراین، قوانین توسط قانون گذاران فرانسه برای مبارزه با تروریسم در کشور تعیین شده است.
| Year  | تعداد حوادث | کشته | مجروح |
| ----- | ----------- | ---- | ----- |
| 2016  | ۲۶          | ۹۵   | ۴۷۰   |
| 2015  | ۳۶          | ۱۶۲  | ۴۴۳   |
| 2014  | ۱۴          | ۱    | ۱۵    |
| 2013  | ۱۲          | ۰    | ۵     |
| 2012  | ۶۵          | ۸    | ۸     |
| 2011  | ۸           | ۰    | ۴     |
| 2010  | ۳           | ۰    | ۰     |
| 2009  | ۹           | ۰    | ۱۱    |
| 2008  | ۱۳          | ۰    | ۱     |
| 2007  | ۱۶          | ۳    | ۸     |
| 2006  | ۳۴          | ۱    | ۳     |
| 2005  | ۳۳          | ۰    | ۱۱    |
| 2004  | ۱۱          | ۰    | ۱۰    |
| 2003  | ۳۴          | ۰    | ۲۱    |
| 2002  | ۳۲          | ۰    | ۴     |
| 2001  | ۲۱          | ۰    | ۱۶    |
| 2000  | ۲۸          | ۴    | ۱     |
| 1999  | ۴۶          | ۰    | ۲     |
| 1998  | ۱۲          | ۱    | ۰     |
| 1997  | ۱۳۰         | ۰    | ۴     |
| 1996  | ۲۷۰         | ۱۸   | ۱۱۴   |
| 1995  | ۷۱          | ۱۹   | ۱۷۷   |
| 1994  | ۹۷          | ۷    | ۲۲    |
| 1993  | ۱۲          | ۰    | ۰     |
| 1992  | ۱۲۶         | ۹    | ۱۲    |
| 1991  | ۱۳۷         | ۶    | ۵     |
| 1990  | ۳۰          | ۳    | ۳     |
| 1989  | ۲۵          | ۳    | ۲     |
| 1988  | ۵۴          | ۶    | ۱۹    |
| 1987  | ۸۷          | ۵    | ۸     |
| 1986  | ۹۵          | ۲۵   | ۳۰۶   |
| 1985  | ۱۰۶         | ۱۷   | ۸۳    |
| 1984  | ۱۴۵         | ۱۵   | ۵۷    |
| 1983  | ۱۲۱         | ۲۰   | ۱۸۶   |
| 1982  | ۶۲          | ۱۷   | ۱۴۴   |
| 1981  | ۶۶          | ۸    | ۷۸    |
| 1980  | ۹۴          | ۲۰   | ۷۴    |
| 1979  | ۲۱۲         | ۱۱   | ۴۱    |
| 1978  | ۵۹          | ۲۱   | ۱۷    |
| 1977  | ۵۳          | ۳    | ۷     |
| 1976  | ۵۸          | ۷    | ۱۰    |
| 1975  | ۳۹          | ۳    | ۲۵    |
| 1974  | ۲۹          | ۳    | ۴۱    |
| 1973  | ۱۴          | ۵    | ۲۰    |
| 1972  | ۹           | ۱    | ۰     |
| 1971  | ۰           | ۰    | ۰     |
| 1970  | ۰           | ۰    | ۰     |
| Total | ۲٬۶۵۴       | ۵۲۷  | ۲٬۴۸۸ |

## تروریسم (یا مشارکت در تروریسم) در فرانسه
| سازمان ابو نیدل                       | عملیات مستقیم         | القاعده در شبه جزیره عربستان | ASALA (ملی گرایان ارمنی)  |
| کارلوس شغال                           | کارلوس شغال           | CSPPA (جناح لبنان)           | GIA (افراط گرایان اسلامی) |
| سپاه پاسداران اسلام (نمایندگان ایران) | حزب‌الله و جهاد اسلامی | دولت اسلامی عراق و شام       | PFLP (ملی گرایان فلسطینی) |

## فهرست حوادث تروریستی قابل توجه در داخل فرانسه
| فرانسه          |      |                  |               |      |                                            |                                  | |  |
| تاریخ           | کشور | موقعیت           | کشته          |      | نوع عملیات                                 | انجام دهنده                      | توضیحات |  |
| 15 سپتامبر 1958 |      | پاریس            | ۱             | ۳    | آتش تسلیحات سبک                            | FLN (ملی گرایان الجزایر)         | نهادهای دولتی چند تن از مردان مسلح به ماشین وزیر اطلاعات فرانسه، ژاک سوسلل، آتش باز کردند. وزیر نجات پیدا می‌کند، با این حال چهار نفر مجروح شده و یکی کشته می‌شود. |  |
| ۱۸ ژوئن ۱۹۶۱    |      | پاریس            | ۲۸            | ۱۰۰+ | بسته انفجاری                               | سازمان ارتش سری                  | شهروندان خصوصی و اموال حمله با بمب به قطار استراسبورگ-پاریس: این حمله مرگبارترین حمله تروریستی در تاریخ مدرن فرانسه تا زمان حملات پاریس در نوامبر ۲۰۱۵ بود. |  |
| ۱۴ دسامبر ۱۹۷۳  |      | مارسی            | ۴             | ۲۰   | بسته انفجاری                               | گروه چارلز مارتل                 | --دیپلماتیک (الجزایر) یک مرد از ماشین بیرون می‌آید و یک بمب را به سوی کنسولگری الجزایر می‌اندازد؛ انفجار باعث کشته شدن ۴ تن و مجروح شدن بیشتر از ۲۰ تن به صورت جدی شد. |  |
| ۱۵ سپتامبر ۱۹۷۴ |      | پاریس            | ۲             | ۳۴   | بسته انفجاری                               | PFLP (ملی گرایان فلسطینی)        | شهروندان خصوصی و املاک یک بمب در داروخانه سنت جریمن منفجر می‌شود، که منجر به کشته شدن دو نفر و آسیب ۳۴ نفر گردید. |  |
| ۲۴ اکتبر ۱۹۷۵   |      | پاریس            | ۲             | -    | نارنجک و اسلحه سبک                         | ASALA (ملی گرایان ارمنی)         | -- دیپلماتیک (ترکی) As هنگامی که اسماعیل ارز با وسیله نقلیه خود به ساختمان سفارت ترکیه در پاریس نزدیک می‌شد، گروهی از ۳–۴ تن از ستیزه‌جویان ارمنی مسلح اتومبیل را گرفته و او و راننده اش را به قتل می‌رسانند. |  |
| ۲۰ مه ۱۹۷۸      |      | پاریس            | ۴             | ۳    | نارنجک و اسلحه سبک                         | PFLP (ملی گرایان فلسطینی)        | -- فرودگاه‌ها و خطوط هوایی سه تن از تروریست‌ها در مسافرخانه ای در ساحل آتش باز می‌کنند. هر سه تروریست کشته شده و یک پلیس و سه مسافر فرانسوی نیز مجروح می‌شوند. |  |
| ۵ اکتبر ۱۹۷۸    |      | مارسی            | ۹             | ۱۲   | آتش سلاح سبک                               |                                  | شهروندان خصوصی و اموال حدود ساعت ۲۱ بعد از ظهر (UTC + 1) سه مرد با اسلحه‌های سبک وارد یک محله آرام می‌شوند و ۱۲ نفر مجروح و ۹ نفر را کشتند. حمله به احتمال زیاد مربوط به جرایم سازمان یافته بود، اگرچه هیچ‌یک از مهاجمان شناسایی نشد. |  |
| ۲۳ دسامبر ۱۹۷۹  |      | پاریس            | ۱             | -    | نارنجک و اسلحه سبک                         | ASALA (ملی گرایان ارمنی)         | -- دیپلماتیک (ترکی) یک مرد مسلح در میان جمعیت کریسمس، با یک سلاح اتوماتیک رئیس اداره ملی گردشگری ترکیه، ییلماس کالتون، را در پاریس کشت. . |  |
| ۲۸ ژانویه ۱۹۸۰  |      | پاریس            | ۱             | ۸    | بسته انفجاری                               | '                                | -- دیپلماتیک (سوریه) یک انفجار بمب زیرزمینی سفارت سوریه را از بین می‌برد، یک کشته و ۸ تن دیگر زخمی شد. سه نفر از زخمیان در وضعیتی جدی قرار داشتند، از جمله یک زن باردار. این حمله طی ۲ ساعت قبل از ورود وزیر خارجه سوریه، عبدالحلیم خادم، در فرانسه رخ داد. |  |
| ۱۷ ژوئیه ۱۹۸۰   |      | پاریس            | ۲             | ۴    | آتش سلاح سبک                               | پاسداران اسلام (نمایندگان ایران) | -- نهادهای دولتی (شاه ایران) شاهپور بختیار، نخست‌وزیر سابق، یک پلیس فرانسوی و همسایه زنش کشته شد. چهار افسر دیگر زخمی شدند، به گزارش خبرنگاران، سه نفر از مردان مسلح سعی کردند وارد آپارتمان رهبر تبعید شده در نوی سور مرن، حومه پاریس شوند. |  |
| ۲۹ ژوئیه ۱۹۸۰   |      | لیون             | ۲             | ۱۱   | آتش سلاح سبک                               | ASALA (ملی گرایان ارمنی)         | -- دیپلماتیک (ترکی) دو تن از مردان مسلح به کنسولگری ترکیه در لیون حمله کردند. دو نفر را به قتل رساندند و دوازده نفر دیگر را زخمی کردند. |  |
| ۳ اکتبر ۱۹۸۰    |      | پاریس            | ۴             | ۴۰   | بسته انفجاری                               | -                                | شخصیت‌های مذهبی و موسسات یک بمب خارج از اتحادیه بین‌المللی کنفرانس لیبرال اسرائیل - فرانسوی در خلیج کورنیک منفجر شد. این بمب در موتورسیکلتهایی که در خارج از کنیسه در آستانه سیمچات تورا پارک شده بودند قرار داشت، یکی از کسانی که کشته شد، اعضای جماعت بودند. پلیس فرانسه در ابتدا مظنون شد که این حمله توسط نئونازی‌ها انجام شده‌است، اما بعداً آن را به PFLP یا یکی از آن‌ها متهم کرد. |  |
| 25 نوامبر 1980  |      | پاریس            | ۲             | ۱    | آتش سلاح سبک                               | -                                | شهروندان خصوصی و اموال یک مسلمان به دفتر آی تی تور اسرائیلیها رفت و با یک تپانچه اتوماتیک مالک آن اودوین دوک، را هدف قرار داد که وی مجروح شد؛ ولی همسرش، میشل، بلافاصله کشته شد و یکی از کارمندان نیز کمی زخمی شد. ادوین دوک بعداً در بیمارستان جان خود را از دست داد. |  |
| ۴ مارس ۱۹۸۱     |      | پاریس            | ۲             | ۱    | آتش سلاح سبک                               | ASALA (ملی گرایان ارمنی)         | -- دیپلماتیک (ترکی) دو تن از افسران مسلح به سمت دو دیپلمات ترکیه، رزیت مورالی و تجلی آری، افسر امور مذهبی در سفارت ترکیه، آتش باز کردند. هر دو کشته شدند. |  |
| 24 سپتامبر 1981 |      | پاریس            | ۱             | ۲    | آتش سلاح سبک و گروگانگیری به‌مدت دو روز     | ASALA (ملی گرایان ارمنی)         | -- دیپلماتیک (ترکی)در حدود ساعت ۱۱:۳۰ چهار عضو ارتش مخفی برای آزادی ارمنستان وارد کنسولگری ترکیه شده که یک گارد ترکیه کشته و یک نفر دیگر زخمی شد و ۵۶ نفر را به گروگان گرفتند، از جمله ۸ زن و یک کودک ۳ ساله. مدت کوتاهی پس از نیمه شب، رهبر ستیزه‌جویان مذاکرات را آغاز کرد که منجر به پایان کار در حدود ۲ صبح شد. مقامات فرانسوی وعده داده بودند که چهار ستیزه‌جو پناهنده سیاسی دریافت خواهند کرد. روز بعد، دولت فرانسه بیانیه ای صادر کرد که گفته می‌شود مردان باید در برابر اتهاماتی از جمله مرگ یک گارد ترکیه محاکمه شوند. |  |
| ۲۹ مارس ۱۹۸۲    |      | آمبازاک          | ۵             | ۲۷   | بسته انفجاری                               | کارلوس شغال                      | -- حمل و نقل در انفجار یک قطار اکسپرس پاریس - تولوز در نزدیکی امبازاک پنج مسافر کشته و ۲۷ نفر زخمی شدند. انفجار در محفظه کیسه ای بوسیله چند پوند مواد منفجره بسیار قدرتمند که عمداً کاشته شده بود رخ داد. در سال ۲۰۱۱، کارلوس شغال برای دخالت در حمله مورد محاکمه قرار گرفت و سپس محکوم به زندان مجدد شد. |  |
| ۲۲ آوریل ۱۹۸۲   |      | پاریس            | ۱             | ۴۷   | خودروی انفجاری                             | کارلوس شغال                      | -- سیاسی در ساعات اولیه صبح یک بمب خودروی قدرتمند در یک خیابان شلوغ در مرکز پاریس منفجر شد، یک زن جوان را کشت و ۴۶ نفر را زخمی کرد. هدف ظاهری دفاتر روزنامه الوطن العربی بود. در سال ۲۰۱۱، کارلوس شغال برای دخالت در حمله محاکمه شده و متعاقباً محکوم به زندان در زندان شد. . |  |
| ۹ اوت ۱۹۸۲      |      | پاریس            | ۶             | ۲۲   | نارنجک و آتش سلاح سبک                      | سازمان ابو نیدال                 | -- شهروندان و املاک خصوصی دو مهاجم نارنجک‌ها را به اتاق غذاخوری رستوران چزو گلدنبرگ پرتاب کردند. restaurant in Paris's Marais. شش نفر از جمله دو مسافر آمریکایی و ۲۲ تن دیگر در حمله به رستوران یهودی در محله لومری پاریس زخمی شدند. |  |
| 21 اوت 1982     |      | پاریس            | ۱             | ۲    | بسته انفجاری                               | -                                | -- دیپلماتیک (ایالات متحده) یک بمب که پلیس اعلام کرد هدف آن یک دیپلمات آمریکایی بود، در یک خیابان مسکونی لوکس در سمت چپ در نزدیکی برج ایفل منفجر می‌شود، یک کارشناس تخریب بمب را کشت و دو تن را زخمی کرد. این بمب در زیر وسایل نقلیه رودریک گرانت، مشاور تجاری در سفارت ایالات متحده در پاریس کاشته شده بود. |  |
| 28 فوریه 1983   |      | پاریس            | ۱             | ۴    | بسته انفجاری                               | ASALA (ملی گرایان ارمنی)         | شهروندان خصوصی و اموال یک بمب در سازمان گردشگری مرمره ترکیه در مرکز پاریس منفجر شد و یک کارمند زن را کشته و چهار تن دیگر را زخمی کرد. در این انفجار سقف دفتر فرو ریخت. |  |
| 15 ژوئیه 1983   |      | پاریس            | ۸             | ۵۵   | بسته انفجاری                               | ASALA (ملی گرایان ارمنی)         | -- فرودگاه‌ها و خطوط هوایی یک بمب در داخل چمدان در ایستگاه ورودی هواپیمایی ترکیه در ترمینال جنوبی فرودگاه اورلی منفجر می‌شود. این بمب شامل یک و نیم کیلو انفجار متصل به سه بطری قابل حمل گاز بود که باعث سوختگی گسترده بر قربانیان شد. سه نفر در انفجار بلافاصله کشته و پنج نفر دیگر در بیمارستان کشته شدند. چهار نفر از قربانیان فرانسوی بودند، دو نفر ترکیه بودند، یکی آمریکایی بود و یکی سوئدی بود. |  |
| 5 اوت 1983      |      | اوینیون          | ۷             | -    | آتش سلاح سبک                               |                                  | شهروندان خصوصی و اموال در حدود ساعت ۴ بعد از ظهر، دو مرد مسلح به هفت نفر در یک هتل در شهر اوینیون آتش گشودند. قربانیان عبارتند از کنسول فرانسه برای زاربروکن در غرب آلمان، لوسیان آند. سه نفر از مهمانان هتل و سه کارمند هتل. |  |
| 1 اکتبر 1983    |      | مارسی            | ۱             | ۲۶   | بسته انفجاری                               | ASALA (ملی گرایان ارمنی)         | شهروندان خصوصی و اموال هنگامی که بمب‌های چندگانه سالن‌های آمریکایی، شوروی و الجزایر را در یک نمایشگاه بین‌المللی در مارسی تخریب کردند، یک مرد کشته و ۲۶ تن زخمی شدند. یک گروه چریکی ارمنی با تماس با پلیس مسئول حمله بعده گرفت. اما بعد از آن، وزیر کشور، گاستون دوفر، اظهار داشت که گروه راست چارلز مارتل نیز مسئولیت انفجار را بر عهده گرفته‌است. . |  |
| 31 دسامبر 1983  |      | مارسی            | ۵             | ۵۸+  | بسته انفجاری                               | کارلوس شغال                      | -- حمل و نقل یک بمب در یک لوکوموتیو منفجر می‌شود، که از سمت شمال به سمت پاریس، حرکت می‌کرد. گرچه قطار در حدود ۱۶۰ کیلومتر در ساعت حرکت می‌کرد، که دو نفر کشته و ۲۰ نفر زخمی شدند. نیم ساعت بعد یک بمب دوم در چمدان در سالن اصلی در ایستگاه راه‌آهن منفجر شد و ۲ نفر را کشت و حداقل ۳۸ نفر زخمی شدند. در سال ۲۰۱۱، کارلوس شغال برای دخالت در حملات محاکمه شد و متعاقباً به زندان محکوم شد. |  |
| 7 فوریه 1984    |      | پاریس            | ۲             | ۱    | آتش سلاح سبک                               | حزب‌الله و جهاد اسلامی            | -- نهادهای دولتی (شاه ایران) غلام علی عواسی، یک ژنرال چهار ستاره شاهنشاهی ایران و برادرش، یک سرهنگ پیشین، توسط مردان مسلح در مرکز پاریس کشته شده‌اند. راننده آنها نیز زخمی شده‌است. |  |
| 8 فوریه 1984    |      | پاریس            | ۱             | -    | آتش سلاح سبک                               | سازمان ابو نیدال                 | -- دیپلماتیک (امارات) مردان مسلح سفیر امارات متحده عربی در فرانسه را در بیرون خانه‌اش در پاریس کشتند. خلیفه احمد عبدالعزیز المبارک در پاریس در نزدیکی برج ایفل کشته شد. |  |
| 25 ژانویه 1985  |      | پاریس            | ۱             | -    | آتش سلاح سبک                               | عملیات مستقیم                    | -- نهادهای دولتی ژنرال رنه ادارن، یکی از مقامات ارشد وزارت دفاع فرانسه، در مقابل محل اقامت خود در سن-کلو، کشته شد. |  |
| 23 فوریه 1985   |      | پاریس            | ۱             | ۱۵   | بسته انفجاری                               | -                                | شهروندان خصوصی و اموال یک بمب در ورودی شعبه پاریس مارک و اسپنسر، واحد تجاری متعلق به بریتانیا، منفجر می‌شود، یک نفر کشته و ۱۵ تن دیگر را زخمی شدند. تماس تلفنی که ادعای مسئولیت از سوی اتحادیه انقلابی کارائیب، یک گروه غیرقانونی به دنبال استقلال سرزمین‌های کارائیب فرانسه بود، دریافت شد؛ و از عملیات مستقیم، یک گروه افراط گرای چپ متحد تروریست‌های ارتش سرخ آلمان نیز مسؤلیت حمله را بعهد گرفت. |  |
| 3 مارس 1985     |      | پاریس            | ۴             | -    | آتش سلاح سبک                               | -                                | -- نهادهای دولتی (خارجی) یک دکتر شیمی که استاد دانشگاه پاریس بود در آپارتمان خود در کنار همسرش و یک زوج ناشناس دیگر کشته شدند. |  |
| ۲۰ مارس ۱۹۸۶    |      | پاریس            | ۲             | ۲۸   | بسته انفجاری                               | CSPPA (جناح لبنان)               | شهروندان خصوصی و اموال یک بمب در یکی از بوتیک‌های لوکس منفجر می‌شود، ۲ نفر را کشت و ۲۸ نفر را زخمی کرد. بمب دوم که در قطار مترو پیدا شد، توسط کارشناسان تخریب پلیس، قبل از اینکه منفجر شود، خنثی شد. یک سازمان تروریستی که خود را کمیته همبستگی با زندانیان سیاسی عرب و خاورمیانه می‌نامید با ارسال یک دستنوشته به دفتر بیروت آژانسهای خبری مسؤلیت آنرا به عهده گرفت. |  |
| ۲۵ آوریل ۱۹۸۶   |      | لیون             | ۱             | -    | آتش سلاح سبک                               | -                                | -- کسب و کار کنت مارستون، مدیر شرکت تابعه فرانسوی بلک و دکر، در خارج از خانه‌اش به قتل رسید. |  |
| ۹ سپتامبر ۱۹۸۶  |      | پاریس            | ۱             | ۱۸   | بسته انفجاری                               | CSPPA (جناح لبنان)               | -- نهادهای دولتی یک بمب در داخل اداره پست دالیل منفجر می‌شود، یک نفر را کشته و ۱۸ نفر دیگر زخمی شدند. |  |
| ۱۵ سپتامبر ۱۹۸۶ |      | پاریس            | ۱             | ۵۱   | بسته انفجاری                               | CSPPA (جناح لبنان)               | -- نهادهای دولتی یک بمب داخل ستاد پلیس پاریس منفجر می‌شود، یک نفر را کشته و ۵۱ تن دیگر را زخمی کرد. . |  |
| ۱۷ سپتامبر ۱۹۸۶ |      | پاریس            | ۵             | ۵۰+  | بسته انفجاری                               | CSPPA (جناح لبنان)               | شهروندان خصوصی و اموال یک بمب در مقابل یک فروشگاه، منجر به کشته شدن حداقل ۵ نفر و زخمی شدن حدود ۵۰ نفر شد. انفجار که حدود ۱۷:۳۰ رخ داد، تمام قسمت جلوی ساختمان هفت طبقه را نابود کرد. |  |
| ۱۸ اکتبر ۱۹۸۶   |      | تولون            | ۴             | -    | خودروی انفجاری                             | -                                | -- یک ماشین در بازار ساحلی در تولون منفجر می‌شود، چهار نفر از ساکنان را کشت |  |
| ۱۷ نوامبر ۱۹۸۶  |      | پاریس            | ۱             | -    | آتش سلاح سبک                               | عملیات مستقیم                    | -- کسب و کار رئیس شرکت رنو فرانسه توسط یک موتور سوار مورد حمله قرار گرفت. |  |
| ۱۹ دسامبر ۱۹۸۸  |      | کاگنس سور مر     | ۱             | ۱۲   | بمب‌گذاری                                   | حزب ملی فرانسه و اروپا           | شهروندان خصوصی و اموال در ساعت ۳:۰۰، دو بمب دست‌ساز در یک خوابگاه پر جمعیت که اغلب کارگران مهاجر شمال آفریقا، بودند منفجر شد که منجر به کشته شدن یک رومانیایی و زخمی شدن حداقل ۱۲ نفر دیگر شد. اولین انفجار تعدادی وسیله نقلیه در خیابان‌ها را نابود کرد و پس از این انفجار دوم، در زیر پله اصلی ساختمان، منفجر شد. |  |
| ۵ اکتبر ۱۹۹۴    |      | پاریس            | ۴             | ۶    | آتش سلاح سبک و گروگانگیری                  | -                                | -- نهادهای دولتی سه تن از افسران پلیس و یک راننده تاکسی کشته شده‌اند و شش نفر دیگر - از جمله دو افسر دیگر - در حوادث جداگانه زخمی شده‌اند که دو مرد مسلح در پاریس دستگیرشده‌اند. |  |
| ۲۵ ژوئیه ۱۹۹۵   |      | پاریس            | ۸             | ۱۵۰  | بسته انفجاری                               | GIA (اسلام‌گرا)                   | -- حمل و نقل در انفجار یک کانال گاز بسته‌بندی شده هشت نفر کشته و ۱۵۰ زخمی شدند.. بمب‌گذاری توسط گروه مسلح اسلامی به عنوان تلافی در حمایت فرانسه از ارتش الجزایر انجام شد. |  |
| ۳ دسامبر ۱۹۹۶   |      | پاریس            | ۳             | ۸۵   | بسته انفجاری                               | GIA (اسلام‌گرا)                   | -- حمل و نقل انفجار در ساعت ۱۸:۰۳، در ورودی قطار در کل بیش از ۸۵ زخمی شدند که بعداً سه نفر آنها کشته شد. |  |
| ۱۹ آوریل ۲۰۰۰   |      | پلوین            | ۱             | -    | بسته انفجاری                               | -                                | شهروندان خصوصی و اموال یک بمب کنار یک مک دونالد در یک شهر کوچک در برتانی منفجر می‌شود و یک کارگر رستوران را کشت. |  |
| ۶ دسامبر ۲۰۰۷   |      | پاریس            | ۱             | ۴    | بسته انفجاری                               | -                                | شهروندان خصوصی و اموال یک بمب بسته در یک اداره قانونی در مرکز پاریس منفجر می‌شود و وزیر دادگستری و یک وکیل را به شدت مجروح کرد. |  |
| ۱۵ مارس ۲۰۱۲    |      | مونتوبان         | ۲             | ۱    | آتش سلاح سبک                               | محمد مراح (اسلام‌گرا)             | -- نهادهای دولتی در حدود ساعت ۱۴:۰۰، دو سرباز بر اثر شلیکه یک‌نفره کشته شدند و نفر سوم در خارج مرکز خرید در مونتوبان به‌طور جدی زخمی شد، |  |
| ۱۹ مارس ۲۰۱۲    |      | تولوز            | ۵ (one perp.) | ۱    | آتش سلاح سبک                               | محمد مراح (اسلام‌گرا)             | -- چهره‌های مذهبی و موسسات در حدود ساعت 8:00 CET یک مرد به موتورسیکلت به مدرسه اوزار هاتورا رفته و بلافاصله به سمت مدرسه به آتش کشید. |  |
| ۷ ژانویه ۲۰۱۵   |      | پاریس            | ۱۴ (2 perps.) | ۱۱   | آتش سلاح سبک                               | القاعده در شبه جزیره عربستان     | شهروندان خصوصی و اموال در حدود ساعت 11:30 CET، دو ستیزه‌جو که با اسلحه‌های تهاجمی و سلاح‌های دیگر مسلح بودند، به دفاتر روزنامه هری پاتری فرانسوی چارلی هبدو در پاریس حمله کردند. ابتدا ۱۱ نفر را کشتند و ۱۱ تن دیگر را زخمی کردند آنها در حمله شعار الله اکبر (به عربی ستایش برای خداوند است) می‌دادند.. |  |
| ۹ ژانویه ۲۰۱۵   |      | پاریس            | ۵ (one perp.) | ۹    | آتش سلاح سبک و گروگانگیری                  | احمدی کولیبالی (اسلامگرا)        | شهروندان خصوصی و اموال در حدود ساعت ۹:۳۰، یک مظنون به ستیزه‌جوی اسلامی یک مرد را می‌کشد. مهاجم قربانی را روی یک نرده حصار قرار داده و دو پرچم جهادیست را در کنار آن قرار داده‌است. |  |
| ۲۶ ژوئن ۲۰۱۵    |      | سن کانتن فالاویر | ۱             | ۲    | سلاح‌های مخفی و بسته انفجاری                | یاسین صالحی (اسلامگرا)           | شهروندان خصوصی و اموال در حدود ساعت ۹:۳۰، یک مظنون به ستیزه‌جوی اسلامی یک مرد را می‌کشد. مهاجم قربانی را روی یک نرده حصار قرار داده و دو پرچم جهادیست را در کنار آن قرار داده‌است. |  |
| ۲۱ اوت ۲۰۱۵     |      | اویگنیس          | ۰             | ۵    | چاقو و آتش سلاح سبک                        | ایوب الخزانی                     | -- حمل و نقل در حدود ساعت ۱۷:۴۵، یک شهروند ۲۶ ساله مراکشی که یک سلاح کلاش، یک تپانچه نیمه اتوماتیک، را حمل می‌کرد، سوار قطار آمستردام به پاریس شد. مرد مسلح توسط چهار مرد (سه آمریکایی و یک بریتانیایی) که او را ناخودآگاه مورد ضرب و شتم قرار داد، مورد حمله قرار گرفت. قطار به Arras هدایت شد و جایی که مرد دستگیر و شناسایی شد. این مرد قبلاً با یک کارت «S»، اخطار هشدار فرانسه برای کسی که به عنوان یک خطر امنیتی ملی شناخته می‌شد، علامت گذاری شده بود.                                                                   |  |
| ۱۳ نوامبر ۲۰۱۵  |      | 'پاریس، 'سن دنی  | ۱۳۷           | ۳۶۸  | حمله با کلاش و کلت و انواع بسته‌های انفجاری | دولت اسلامی عراق و شام           | شهروندان خصوصی و اموال در شب ۱۳ نوامبر ۲۰۱۵، یک سری از حملات تروریستی هماهنگ شده شامل تیراندازی جمعی و بمب‌گذاری انتحاری در پاریس و سن دنی، سن سن دنی، فرانسه رخ داد. در ساعت 21:16 , سه انفجار جداگانه و شش انفجار دسته جمعی، از جمله بمبگذاری‌ها در نزدیکی استاد دو فرانس در حومه شمال سن دنیس رخ داد. مرگبارترین حمله در تئاتر باتاکلان بود که در آن مهاجمان گروگان گرفتند و تا اینکه بعد از درگیری با پلیس در ساعت:۵۸ ۱۴ نوامبر ۲۰۱۵ به پایان رسید،                                                                        |  |
| ۱۴ ژوئیه ۲۰۱۶   |      | نیس              | ۸۶            | ۴۳۴  | حمله با خودرو                              | دولت اسلامی عراق و شام           | شهروندان خصوصی و اموال در شب ۱۴ ژوئیه ۲۰۱۶، یک حمله با وسیله نقلیه حمل و نقل در نیس فرانسه اتفاق افتاد زمانی که یک مرد به‌طور عمدی یک کامیون را به جمعیتی از مردم که روز باستیل را جشن گرفته بودند، زد. ۸۶ نفر کشته و ۴۳۴ نفر زخمی شدند. |  |
| ۱۳ ژوئن ۲۰۱۶    |      | پاریس            | ۲             | ۰    | چاقو                                       | دولت اسلامی عراق و شام           | شهروندان خصوصی و اموال در ۱۳ ژوئن ۲۰۱۶، یک افسر پلیس و همسرش، دبیر پلیس، توسط مردی که به دستور "داعش" به منظور "کشتن کافران" عمل می‌کرد، در خانه خود در ماژناویل (حدود ۳۵ مایلی غرب پاریس) کشته شدند. |  |
| ۳ فوریه ۲۰۱۷    |      | پاریس            | ۰             | ۱    | چاقو                                       | دولت اسلامی عراق و شام           | --شهروندان خصوصی و اموال در ۳ فوریه سال ۲۰۱۷، یک تروریست ۲۹ ساله مصری به پاسداران نگهبان در خارج از موزه لوور حمله کرد. یکی از نگهبانان در طی حمله زخمی شد. |  |
| ۲۰ آوریل ۲۰۱۷   |      | پاریس            | ۲             | ۳    | AK-47 تیراندازی با سلاح سبک                | دولت اسلامی عراق و شام           | -- افسران پلیس و شهروند خصوصی در تاریخ ۲۰ آوریل ۲۰۱۷، سه مأمور پلیس توسط یک مهاجم دارای یک تفنگ کلاشینکوف کشته شدند. |  |
| ۹ اوت ۲۰۱۷      |      | پاریس            |               | ۶    | حمله با خودرو                              |                                  | -- افسران پلیس یک خودروی بی ام دبلیو به سمت سربازانی که در حال گشت در ناحیه لیوالوا پاریت بودند حمله کرد و ۶ نفر را مجروح کرد و خودش هم فرار کرد. این حادثه بدنبال سلسله یی از حملات اسلامگراها علیه سربازان و پلیس می‌باشد. این نیروها بعد از فراخوان داعش به حملات در فرانسه است که در شمار گسترده یی در سطح کشور مستقر شده‌اند. پلیس یک نفر را به عنوان مظنون به حمله دستگیر کرد. |  |
| 17 سپتامبر 2017 |      | جنوب فرانسه      |               |      |                                            |                                  | شهروندان خصوصی و اموال در روز یکشنبه ۱۷ سپتامبر ۲۰۱۷ در ایستگاه قطار در جنوب فرانسه یک زن در ایستگاه قطار چالرز(Saint-Charles), به چهار زن آمریکایی که همه بیست و چندساله بودند اسید هیدروکلریک (hydrochloric) پاشید. این زن ۴۱ ساله سریعاً در شهر بندری مارسی دستگیر شد. چهار زن آمریکایی دانشجوی کالج بوستن بودند که در یک برنامه آموزشی خارج از کشور بسر می‌برند. پلیس گفت که آنها این حمله را تروریستی قلمداد نمی‌کنند. مظنون سابقه روانپزشکی داشته‌است.                                                                     |  |

## فهرست حوادث تروریستی بین‌المللی با تلفات قابل توجه فرانسه
- ۴ شهروندان فرانسوی در نتیجه حمله به هتلی در ساحل عاج در تاریخ ۱۳ مارس ۲۰۱۶ جان خود را از دست دادند.
- ۳ شهروندان فرانسوی در نتیجه حمله به رستوران کاپوچینو و هتل اسپلندید در بورکینافاسو در تاریخ ۱۵ ژانویه ۲۰۱۶ جان خود را از دست دادند.
- ۴ شهروند فرانسوی در اثر حمله موزه ملی باردو در تونس در ۱۸ مارس ۲۰۱۵، کشته و هفت تن زخمی شدند.
- ۲ شهروندان فرانسوی در نتیجه حمله به مجتمع خرید وست گیت نایروبی در کنیا از ۲۱ تا ۲۴ سپتامبر ۲۰۱۳ جان خود را از دست دادند.
- ۸ فرانسوی در اثر بمبگذاری کافه آرگانا در میدان جماع الفناء در مراکش در تاریخ ۲۸ آوریل ۲۰۱۱ کشته شد.
- ۲ شهروندان فرانسوی در اثر حملات به چند هتل و سایر نقاط گردشگری در بمبئی در هند در تاریخ ۲۶ تا ۲۹ نوامبر ۲۰۰۸ جان خود را از دست دادند.
- ۴ شهروند فرانسوی در اثر حمله مسلحانه به گروهی از گردشگران در تعطیلات نزدیک آگل در موریتانی در روز ۲۴ دسامبر ۲۰۰۷ جان خود را از دست دادند و یک‌نفر زخمی شد.
- ۴ شهروندان فرانسوی در نتیجه بمبگذاری باشگاه توریستی بالی در اندونزی در ۱۲ اکتبر ۲۰۰۲ جان خود را از دست دادند.

## حملات خنثی شده
در اواخر مارس ۲۰۱۶ پلیس یک شهروند پاریس را به نام ردا کریکت دستگیر کرد و در جستجوی آپارتمانش پنج اسلحه، تعدادی تجهیزات و مواد شیمیایی که می‌تواند برای مواد منفجره استفاده شود، کشف کرد.
کریکت توسط یک دادگاه بلژیک در مورد پرونده مربوط به عبدالحمید ابوععود به‌طور غیرقانونی محکوم شده بود.